# Sphinctrinaceae
Sphinctrinaceae is een botanische naam, voor een familie van schimmels in de orde Mycocaliciales. Het werd beschreven door de Franse mycoloog en lichenoloog Maurice Choisy en in 1950 voor het eerst geldig gepubliceerd. Volgens de Index Fungorum bestaat de familie uit de volgende geslachten: Pyrgidium en Sphinctrina.